# Fontanars dels Alforins
Fontanars dels Alforins (em valenciano e oficialmente) ou Fontanares (em castelhano) é um município da Espanha na província de Valência, Comunidade Valenciana. Tem 74,7 km² de área e em 2021 tinha 959 habitantes (densidade: 12,8 hab./km²).

## Demografia
| Variação demográfica do município entre 1991 e 2004 | Variação demográfica do município entre 1991 e 2004 | Variação demográfica do município entre 1991 e 2004 | Variação demográfica do município entre 1991 e 2004 |
| --------------------------------------------------- | --------------------------------------------------- | --------------------------------------------------- | --------------------------------------------------- |
| 1991                                                | 1996                                                | 2001                                                | 2004                                                |
| 948                                                 | 970                                                 | 982                                                 | 996                                                 |